# Ehrenmedaille (Frankfurt am Main)
Die Ehrenmedaille wurde von Kurfürst Karl Theodor von Dalberg zur Belohnung und Anerkennung der an der Seite Frankreichs in Spanien kämpfenden Frankfurter Truppen im Jahre 1809 gestiftet.
Die runde Medaille zeigt das nach rechts gewandte Brustbild des Stifters mit der Umschrift CARL THEODOR FÜRST PRIMAS. Nach der Erhebung Frankfurts zum Großherzogtum lautete die Umschrift CARL GROSHERZOG ZU FRANKFURT. Rückseitig von einem unten zusammengebunden Kranz aus Lorbeer- (links) und Eichenblättern (rechts) die vierzeilige Inschrift DAS VATERLAND SEINEM TAPFEREN VERTEIDIGER. Unter der Inschrift sind gekreuzte Fahnen, ein Kanonenrohr, fünf Kanonenkugel und ein Lorbeerzweig zu sehen.
Getragen wurde die Auszeichnung an einem hochroten Band auf der linken Brustseite.
Die Dekoration kam in Gold und Silber zur Verleihung.